# Цегельное (Харьковская область)
Цегельное (укр. Цегельне), поселок,
Червоноармейский Первый сельский совет,
Волчанский район,
Харьковская область, Украина.
Код КОАТУУ — 6321688708. Население по переписи 2001 года составляет 0 человек.

## Географическое положение
Посёлок Цегельное находится на расстоянии в 1 км от г. Волчанск, примыкает к сёлам Синельниково и Лиман.
Через село проходит автомобильная дорога Т-2104. В 2-х км находится железнодорожная станция Гарбузовка.

## История
- 1770 — дата основания.

## Происхождение названия
укр. Цегельний — кирпичный.

## Экономика
- В селе есть птице-товарная ферма.
- Глиняный карьер и кирпичный завод.